# Pseudodiaptomus mixtus
Pseudodiaptomus mixtus is een eenoogkreeftjessoort uit de familie van de Pseudodiaptomidae. De wetenschappelijke naam van de soort is voor het eerst geldig gepubliceerd in 1994 door Walter.